# Karen Berg
Karen Berg   (12 d'octubre de 1942 - 30 de juliol de 2020) va ser una escriptora fundadora del Centre Internacional de la Càbala. És autora de quatre llibres; God Wears Lipstick: Kabbalah for Women (Déu porta el llapis de llavis: La Càbala per a la Dona); Simple Light, Wisdom from a Woman's heart (Llum senzilla, saviesa del cor d'una dona); To be continued, reincarnation and the purpose of our lives (Continuar, la reencarnació i el propòsit de les nostres vides) i Finding the light through the darkness, Inspirational lessons rooted in the Bible and the Zohar (Trobar la llum a través de la foscor, lliçons inspiradores arrelades a la Bíblia i al Zohar).

## Carrera
Nascuda amb el nom de Karen Mulnick, Berg va créixer en una família jueva. Va conèixer el judaisme ortodox mentre treballava a una oficina d'assegurances de Nova York, on va conèixer Philip Berg. Més tard, ella i Philip Berg es van casar el 1971. La parella es va traslladar a Jerusalem amb Suri Shamouelian i Leah Arnon, les dues filles de Karen Berg d'un matrimoni anterior i van tenir dos fills, Yehuda i Michael, nascuts el 1972 i el 1973. Felip va començar a ensenyar la càbala amb Berg, donant-li suport. Van crear el Centre d'Investigació de la Càbala de Tel-Aviv. Després de viure-hi durant 12 anys, es van traslladar a Richmond Hill a Queens, Nova York, on la seva llar es va convertir en la primera ubicació del Centre de la Cabala als Estats Units. Els Bergs es van traslladar més tard a Beverly Hills.
El 2005, Berg va escriure el seu primer llibre, sobre la saviesa cabalística antiga. El 2008 va escriure el segon.
Berg va fundar The Kabbalah Center Charitable Foundation, Spirituality for Kids, un programa en línia que treballa per ajudar els nens i adolescents amb risc. El 2005 va fundar Kids Creating Peace, una organització que treballa amb nens a les zones devastades per la guerra del Orient Mitjà.
Philip Berg va morir el 2013. Després de la seva mort, Berg i el fill de la parella Michael van dirigir les activitats diàries del centre. Karen Berg es va convertir en líder espiritual del Centre de la Càbala. El 2016, Berg va escriure el seu darrer llibre.
Va morir el 30 de juliol de 2020 als 77 anys. Va ser enterrada al costat de Rav Berg a Tzfat Israel el 2 d'agost de 2020.